# Saint-Brice-en-Coglès
Saint-Brice-en-Coglès (bretonsko Sant-Brizh-Gougleiz) je naselje in občina v severozahodnem francoskem departmaju Ille-et-Vilaine regije Bretanje. Leta 2009 je naselje imelo 2.758 prebivalcev.

## Geografija
Naselje leži v pokrajini Bretaniji ob reki Loisance, 52 km severovzhodno od Rennesa.

## Uprava
Saint-Brice-en-Coglès je sedež istoimenskega kantona, v katerega so poleg njegove vključene še občine Baillé, Le Châtellier, Coglès, Montours, Saint-Étienne-en-Coglès, Saint-Germain-en-Coglès, Saint-Hilaire-des-Landes, Saint-Marc-le-Blanc, La Selle-en-Coglès in Le Tiercent z 11.813 prebivalci.
Kanton Saint-Brice-en-Coglès je sestavni del okrožja Fougères-Vitré.

## Zanimivosti
- grad Château du Rocher-Portail iz 17. stoletja, francoski zgodovinski spomenik,
- grad Château de la Motte iz 17. stoletja, zgodovinski spomenik,
- cerkev sv. Brikcija iz 18. in 19. stoletja.

## Osebnosti
- monsinjor Jean Marcel Honoré (1920), škof Évreuxa (1972-1981), nadškof Toursa (1981-1997), kardinal;

## Pobratena mesta
- Dopiewo (Velikopoljsko vojvodstvo, Poljska),
- Karlstadt (Bavarska, Nemčija).